# Kerri Green
Kerri Green, parfois créditée Kerri Lee Green, est une actrice américaine, née le 14 janvier 1967 à Fort Lee, dans le New Jersey.

## Filmographie
- 1985 : Les Chester en Floride (Summer Rental) : Jennifer Chester
- 1985 : Les Goonies de Richard Donner : Andy
- 1986 : Lucas : Maggie
- 1987 : Le Jeune Harry Oudini (Young Harry Houdini) (TV) : Calpernia
- 1987 : Three for the Road (en) de Bill L. Norton : Robin Kitteredge
- 1989 : ABC Afterschool Specials (série télévisée) : Madeline Green
- 1990 : Dans la chaleur de la nuit (In the Heat of the Night) (série télévisée) : Karen Severance
- 1992 : The Burden of Proof (TV) : Kate Granum
- 1992 : Dingue de toi (Mad About You) (série télévisée) : Stacey
- 1993 : Blue Flame : Rain
- 1993 : Tainted Blood (TV) : Tori Pattersen
- 1994 : Arabesque (Murder, She Wrote) (série télévisée) : Sara
- 2000 : Urgences (ER) (série télévisée) : Lynn Parker
- 2001 : New York, unité spéciale (Law & Order: Special Victims Unit) (série télévisée) : Michelle Daricek (saison 3, épisode 3)

## Distinctions
- Nomination au Young Artist Award de la meilleure actrice en 1986 pour Les Chester en Floride.
- Nomination au Young Artist Award de la meilleure actrice en 1987 pour Lucas.